# Glossosoma oregonense
Glossosoma oregonense là một loài Trichoptera trong họ Glossosomatidae. Chúng phân bố ở miền Tân bắc.